# رتق المهبل
رَتَقُ المهْبِل vaginal atresia
أو ترميم المهبل
خلل ولادي، أو شذوذ خَلقِي للجهاز البولي التناسلي الأنثوي، يظهر في غياب المهبل ، أو مهبل مشوه غير وظيفي. وهو مترافق أحياناً مع متلازمة ماير روكيتانسكي هوستر هاوزا، حيث أهم نتيجة هي غياب الرحم وتشوه المهبل ، بالرغم من وجود أعضاء تناسلية خارجية والمبايض طبيعية.يحدث المرض في كل 4000 -5000 حالة ولادة أنثوية، وهي غالباً لا تُلاحظ حتى سن المراهقة، عندها تعاني المريضة من آلام بالبطن مع غياب الطمث. ويعتمد العلاج حسب شدة الحالة، حيث يمكن أيضاً عمل مهبل اصطناعي جديد.

## ألاعراض
تظهر بشكل اولي بانعدام ظهور الطمث . تراكم السائل الدموي اعلى منطقة الرتق (تدمي المهبل) قد يظهر بصورة الام دورية لمرة شهريا، وبظهور كتلة في الحوض.

## السبب
سبب الخلل غير معروف
.

## قراءات اضافية
- International Birth Defects Information System